# Sojuz-U
Sojuz-U je unaprijeđena inačica rakete Sojuz. Poput svojega prethodnika, Sojuz-U je izdanak R-7 obitelji raketa. Rakete temeljene na R-7 je projektirao dizajnerski ured TsSKB, a proizvode se u tvornici Progress u Samari, Ruska Federacija. Sojuz-U je prvi put poletio 18. svibnja 1973. noseći Kosmos 559, špijunski satelit.
Sojuz-U je zamijenio prijašnje Sojuz i Vaskhod rakete, s kojima dijeli sličnu konstrukciju proizašlu iz R-7. Sojuz-U je postao standardiziran dizajn, sposoban za nošenje satelita i letjelica s ljudskom posadom. Raketa se i dan danas rabi za nekoliko lansiranja godišnje.

### Inačice
Postoje dvije inačice Sojuza-U koje se trenutačno rabe, Sojuz-U/Ikar i Sojuz-U/Fregat.

#### Sojuz-U/Ikar
Ova inačica rakete rabi Ikar za treći stupanj, kojeg proizvodi TsSKB-Progress. Ikar se koristi za nošenje različitih tereta, mase između 750 i 3920 kg do visine od 1400 km. Ikarove performanse su lošije od Fregata, ali u stanju je preciznije manevrirati i može duže samostalno djelovati. Ikar ima masu od 3164 kg i stvara 2,94 kN potiska u trajanju od 600 sekundi.

#### Sojuz-U/Fregat
Fregat je treći stupanj rakete kojeg je osmislio i proizveo institut Lavočkin iz grada Himki u okolici Moskve. Fregat ima masu od 6500 kg i motor potiska 20 kN koji je u stanju raditi u dužini od 1350 s.
Sojuz-U/Fregat postao je osnova za razvoj nove inačice rakete, s poboljšanim prvim stupnjem, Sojuz-FG.

### Lansiranje letjelica s ljudskom posadom
Sojuz-U se rabi za lansiranje letjelica s ljudskom posadom. Prvo lansiranje je imao 2. prosinca 1974. lansiravši Sojuz 16 u orbitu radi testiranja opreme za Apollo-Sojuz Test Projekt (ASTP). Sojuz 19, koji je sudjelovao u ASTP je također lansiran ovom raketom. Sojuz-U za lansiranje kozmonauta u orbitu koristit će se sve do misije Sojuz TM-34 u travnju 2002.

### Specifikacije
| parametar           | vrijednost        |
| ------------------- | ----------------- |
| visina              | 51,1 m            |
| promjer             | 10,3 m            |
| masa                | 313.000 kg        |
| broj stupnjeva      | 2 ili 3           |
| nosivost (LEO)      | 6900 kg           |
| nosivost (GTO)      |                   |
| broj lansiranja     | 745               |
| uspješna lansiranja | 724               |
| prvo lansiranje     | 18. svibnja 1973. |
| zadnje lansiranje   |                   |

| parametar         | 4 potisnika  | 1. stupanj | 2. stupanj  |
| ----------------- | ------------ | ---------- | ----------- |
| motor             | 4 x RD-107   | 1 x RD-108 | 1 x RD-0110 |
| potisak           | 4 x 994,3 kN | 997,1 kN   | 299,1 kN    |
| specifičan impuls | 310 s        | 311 s      | 330 s       |
| dužina izgaranja  | 120 s        | 286 s      | 246 s       |
| gorivo            | RP-1/LOX     | RP-1/LOX   | RP-1/LOX    |